# 새의 시
새의 시(일본어: 鳥の詩 도리노 우타[*])는 오리토 신지가 작곡하고 리아가 부른 일본의 노래이다. 2000년 에어 (비디오 게임)의 주제가로 선보인 후, 키 사운즈 레이블을 비롯해서 여러 편곡들이 등장했다.